# 라미 샤반
라미 샤반(스웨덴어: Rami Shaaban, 1975년 6월 30일, 스톡홀름 주 솔나 ~)은 스웨덴의 전직 프로 축구 선수로, 현역 시절 골키퍼로 활약했다. 그는 1994년부터 2012년까지 현역 선수로 활동하면서 유르고르덴, 아스널, 프레드릭스타드, 그리고 함마르뷔에서 활약한 것으로 알려져 있다. 그는 2006년부터 2008년까지 스웨덴 국가대표팀 경기에 16번 출전했고, 2006년 월드컵과 유로 2008에 자국을 대표로 참가했다.

## 유년 시절
샤반은 스톡홀름 주 솔나 출신이다. 그는 이집트인 부친과 핀란드인 어머니 사이에서 났다.

## 클럽 경력

### 초기 경력
샤반은 인근 살츠예바덴스에서 성인 무대 신고식을 치렀고, 이후 카이로로 건너가 자말레크와 이티하드 오트만에서 학업과 축구를 병행했다. 샤반은 1997년에 이집트를 떠나 스웨덴으로 복귀해 그의 고향 근처를 연고로 하는 나카에 입단했다. 수 차례 자신의 진가를 증명한 그는 스웨덴 알스벤스칸의 유르고르덴으로 이적해 2년을 보냈다. 2002년 8월, 샤반은 아스널로 이적하게 되었다.

### 아스널
2002년 8월, 샤반은 데이비드 시먼의 예상 대체자로 낙점되어 아스널로 이적했다. 시먼이 부상당했을 때, 샤반은 PSV와의 안방, 로마와의 원정 경기라는 2번의 챔피언스리그 경기와 프리미어리그 3경기에 출전했는데, 이 중 1번의 리그 경기는 토트넘 홋스퍼를 상대로 승리한 북런던 더비 경기였다. 샤반은 2002년 성탄절 전야 훈련에 다리 부상을 당해 시즌 나머지 기간 동안 훈련하지 못하게 되었다. 시먼이 2003년 여름에 아스널을 떠났을 때, 아르센 벵어 감독은 옌스 레만을 영입했고, 레만은 2003-04 시즌 리그 전 경기에 출전해 무패로 시즌을 마쳤다. 샤반은 잦은 부상으로 아스널의 주전 지위를 확보하지 못했다. 2004년 1월, 샤반은 웨스트 햄 유나이티드로 1개월 임대되었지만, 망치 군단 경기에 1번도 출전하지 못했다. 그는 스튜어트 테일러의 부상으로 임대 계약을 해지하고 아스널로 복귀했고, 아스널의 잔여 기간을 후보로만 대기했는데, 아스널은 이 시즌에 무패로 시즌을 마쳤다. 그는 이 시즌이 끝난 후, 아스널에서 방출되었다.

### 이후 행보
2005년 2월, 그는 브라이턴 & 호브 앨비언에 계약하지 않고 입단해 2-1로 이긴 선덜랜드전에서 신고식을 치렀고, 이후 시즌 말까지 유효한 단기간 계약을 체결했다. 계약이 만료된 후, 그는 자유이적을 통해 던디 유나이티드 입단 시험을 보았고, 던디가 셰필드 웬즈데이를 이긴 시티 오브 디스커버리 컵 우승을 거둔 경기에 출전했다. 그는 이후에 브리스톨 시티에서도 입단 시험을 보았다. 그러나, 샤반은 세부 조항에 합의를 보지 못했고, 결국 프레드릭스타드로 이적했다.

### 함마르뷔와 은퇴
2008년 2월 12일, 샤반은 스웨덴의 함마르뷔와 5년 계약을 맺었다. 2012년, 그는 현역 은퇴를 선언했다.

## 국가대표팀 경력

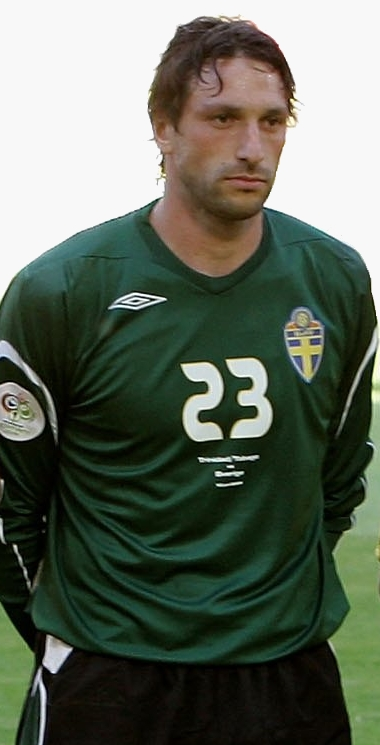
2006년 월드컵 경기를 앞두고 선 스웨덴 국가대표팀의 샤반

2002년, 아스널 이적 후 얼마 지나지 않아 샤반은 이집트 국가대표팀의 제의를 받았지만, 합의가 성사되지 않았다. 샤반은 2006년 월드컵을 앞두고 스웨덴 국가대표팀에 차출되었는데, 당시만 해도 그는 국가대표팀 경기에 한 번도 출전하지 못했었다. 그는 핀란드와의 연습경기에서 교체로 출전했는데, 45분에 입장한 그는 무승부로 골문을 막아 경기를 0-0 무승부로 끝냈다. 2006년 6월 10일, 이틀 전에 안드레아스 이삭손 골키퍼가 얼굴 정면으로 공을 맞아 그대로 쓰러진 후 트리니다드 토바고와의 2006년 월드컵 조별 리그 1차전 경기에 선발로 나섰다.
그는 유로 2008 예선전 경기에도 4번 출전했는데, 스페인을 상대로 무실점으로 틀어막았고, 대회 본선에서도 스웨덴 국가대표팀 최종 명단에 이름을 올렸다.

## 사생활
샤반은 스톡홀름 주 솔나에서 이집트인 부친과 핀란드인 모친과 함께 유년 시절을 보냈다. 그 결과, 그는 스웨덴과 이집트 시민권자이다. 그는 무슬림으로 성장했다. 샤반은 10대 후반에서 20대 초반까지 카이로에 살면서 축구와 대학 학업을 병행했다. 아스널에 입단하기 전, 그는 산악 발파 전문가로도 겸업했다.
샤반은 전 배우자 사이에 2002년생 아들 가브리엘을 두었다. 이혼 몇 년 후, 그는 분장사 프리다와 교제하기 시작했다. 비록 둘은 결혼까지 하지 않았지만, 둘 사이에 2008년 8월생 아들 노아를 두었다. 샤반은 가브리엘과 가까이 지내기 위해 함마르뷔로 이적했다. 그는 현재 그의 아들과 배우자와 함께 큰 호수 주변에 거주하고 있다.
기자들은 샤반의 늘 털털한 태도에 찬사를 보냈다. 샤반은 금박 근로자에서 축구 선수가 된 프레디 융베리를 비롯한 선수들과 밀접하게 지낸다. 융베리와 샤반은 아스널 시절부터 밀접하게 지냈었다. 둘은 같이 커피를 마시는 모습이 자주 포착되었다.
샤반은 커피 애호가로도 알려졌다. 그는 대체적으로 한 손에 커피를 들지 않은 경우가 거의 없을 정도였다. 그는 한때 "저는 하루에 몇 잔의 커피를 마셨는지 세려 하지 않습니다. 하지만 제 어머니는 저보다 한술 더 뜹니다."라고 말하기도 했다.

## 경력 통계

### 국가대표팀
| 국가대표팀 | 연도 | 출장 | 골 |
| ---------- | ---- | ---- | -- |
| 스웨덴     | 2006 | 9    | 0  |
| 스웨덴     | 2007 | 4    | 0  |
| 스웨덴     | 2008 | 3    | 0  |
| 합계       | 합계 | 16   | 0  |

## 수상
유르고르덴
- 알스벤스칸: 2002[31]
- 수페레탄: 2000
- 스벤스카 쿠펜: 2002

프레드릭스타드
- 노르웨이 컵: 2006

개인
- 스웨덴 올해의 골키퍼: 2006, 2007